# Championnat de Finlande de hockey sur glace 1974-1975
Saison précédente
La saison 1974-1975 est la dernière saison de la SM-sarja.
Le Tappara Tampere gagne la saison régulière et ainsi remporte le titre de champion de Finlande.

## SM-sarja

### Déroulement
Les deux dernières équipes du classement sont reléguées en Suomi sarja dont les deux premiers sont promus en SM-liiga.

### Classement
| Clt   | Équipe             | PJ | V  | D  | N | BP  | BC  | Diff | Pts |
| ----- | ------------------ | -- | -- | -- | - | --- | --- | ---- | --- |
| +001, | Tappara Tampere    | 36 | 26 | 3  | 7 | 200 | 98  | +102 | 59  |
| +002, | HIFK               | 36 | 22 | 10 | 4 | 189 | 140 | +49  | 48  |
| +003, | Ilves Tampere      | 36 | 28 | 13 | 5 | 172 | 132 | +40  | 41  |
| +004, | Jokerit Helsinki   | 36 | 18 | 14 | 4 | 174 | 128 | +46  | 40  |
| +005, | TPS Turku          | 36 | 15 | 17 | 4 | 153 | 156 | -3   | 34  |
| +006, | Lukko Rauma        | 36 | 14 | 16 | 6 | 138 | 163 | -25  | 34  |
| +007, | KooVee Tampere     | 36 | 14 | 19 | 3 | 140 | 137 | +3   | 31  |
| +008, | Ässät Pori         | 36 | 11 | 18 | 7 | 132 | 151 | -19  | 29  |
| +009, | SaiPa Lappeenranta | 36 | 9  | 22 | 5 | 103 | 204 | -101 | 23  |
| +010, | TuTo Turku         | 36 | 8  | 23 | 5 | 114 | 206 | -92  | 21  |

Le SaiPa Lappeenranta et le TuTo Turku sont relégués en I. Divisioona et sont remplacés par le Sport Vaasa et le FoPS Forssa.

### Meilleurs pointeurs
Cette section présente les meilleurs pointeurs de la saison.
| Clt | Joueur          | Équipe           | PJ | B  | A  | Pts | Pun |
| --- | --------------- | ---------------- | -- | -- | -- | --- | --- |
| 1   | Timo Sutinen    | Tappara Tampere  | 36 | 26 | 28 | 54  | 28  |
| 2   | Seppo Repo      | Lukko Rauma      | 36 | 37 | 16 | 53  | 98  |
| 3   | Juhani Tamminen | HIFK             | 36 | 17 | 36 | 53  | 26  |
| 4   | Lauri Mononen   | TPS Turku        | 35 | 30 | 21 | 51  | 35  |
| 5   | Jorma Peltonen  | Jokerit Helsinki | 36 | 21 | 27 | 48  | 20  |

### Trophées et récompenses
| Trophée                                                                              | Vainqueur                        |
| ------------------------------------------------------------------------------------ | -------------------------------- |
| Kanada-malja Champion de Finlande                                                    | Tappara Tampere                  |
| Aaro Kivilinnan muistopalkinto Meilleur club finlandais toutes catégories confondues | Tappara Tampere                  |
| Parhaan tulokkaan palkinto Meilleur joueur recrue                                    | Markus Mattsson (Ilves Tampere)  |
| Fair play-pelaajan palkinto Joueur le plus fair-play                                 | Jari Kapanen (Jokerit Helsinki)  |
| Tarmon maalivahtipokaali Meilleur gardien de but                                     | Antti Leppänen (Tappara Tampere) |
| Parhaan erotuomarin palkinto Meilleur arbitre                                        | Unto Wiitala                     |

| Position       | Joueur            | Équipe          |
| -------------- | ----------------- | --------------- |
| Gardien de but | Antti Leppänen    | Tappara Tampere |
| Défenseur      | Pekka Marjamäki   | Tappara Tampere |
| Défenseur      | Pekka Rautakallio | Ässät Pori      |
| Ailier gauche  | Lauri Mononen     | TPS Turku       |
| Centre         | Seppo Repo        | TPS Turku       |
| Ailier droit   | Lasse Oksanen     | Ilves Tampere   |

## I-divisionna

### Formule
Le second échelon du hockey finlandais subit une refonte et est désormais appelé I-divisionna. Les huit équipes participantes sont rassemblées au sein d'une poule unique où elles s'affrontent toutes à quatre reprises, deux fois à domicile et deux fois à l'extérieur, pour un total de 28 parties jouées chacune. Les deux premiers du classement final sont promus en SM-liiga pour la saison 1975-1976 tandis que les deux derniers sont relégués en II-divisionna.

### Classement
| Clt   | Équipe          | PJ | V  | D  | N | BP  | BC  | Diff | Pts |
| ----- | --------------- | -- | -- | -- | - | --- | --- | ---- | --- |
| +001, | Sport Vaasa     | 28 | 23 | 5  | 0 | 188 | 94  | +94  | 46  |
| +002, | FoPS Forssa     | 28 | 20 | 6  | 2 | 179 | 100 | +79  | 42  |
| +003, | HPK Hämeenlinna | 28 | 14 | 12 | 2 | 135 | 132 | +3   | 30  |
| +004, | PiTa Tarmo      | 28 | 11 | 14 | 3 | 117 | 117 | 0    | 25  |
| +005, | Kärpät Oulu     | 28 | 12 | 15 | 1 | 130 | 158 | -28  | 25  |
| +006, | KooKoo Kouvola  | 28 | 9  | 14 | 5 | 113 | 134 | -21  | 23  |
| +007, | SaPKo Savolinna | 28 | 10 | 15 | 3 | 92  | 141 | -49  | 23  |
| +008, | JYP Jyväskylä   | 28 | 3  | 21 | 4 | 116 | 194 | -78  | 10  |

- Promu en SM-liiga
- Barrage de relégation
- Relégué en II-divisionna

Ayant terminé à égalité de points, le KooKoo Kouvola et le SaPKo Savolinna dispute une partie de barrage pour déterminer quelle équipe est reléguée en II-divisionna. Celle-ci est remportée par le KooKoo sur la marque de 8 buts à 3.

### Meilleurs pointeurs
Cette section présente les meilleurs pointeurs de la saison.
| Clt | Joueur          | Équipe      | PJ | B  | A  | Pts | Pun |
| --- | --------------- | ----------- | -- | -- | -- | --- | --- |
| 1   | Reijo Hakanen   | FoPS Forssa | 27 | 37 | 15 | 52  | 6   |
| 2   | Pentti Nurminen | FoPS Forssa | 28 | 23 | 18 | 41  | 36  |
| 3   | Seppo Aaltonen  | FoPS Forssa | 26 | 24 | 13 | 37  | 7   |
| 4   | Markku Perkkiö  | Kärpät Oulu | 28 | 20 | 17 | 37  | 26  |
| 5   | Simo Ekholm     | FoPS Forssa | 28 | 17 | 20 | 37  | 26  |